# Garwolin
Garwolin é um município da Polônia, na voivodia da Mazóvia e no condado de Garwolin. Estende-se por uma área de 22,08 km², com 17 381 habitantes, segundo os censos de 2017, com uma densidade de 780 hab/km².